# Phalloceros leticiae
Phalloceros leticiae is een straalvinnige vissensoort uit de familie van de levendbarende tandkarpers (Poeciliidae). De wetenschappelijke naam van de soort is voor het eerst geldig gepubliceerd in 2008 door Lucinda.